# Libnotes riedelella
Libnotes riedelella är en tvåvingeart som först beskrevs av Alexander 1934.  Libnotes riedelella ingår i släktet Libnotes och familjen småharkrankar. Inga underarter finns listade i Catalogue of Life.